# فيليب كوغان
فيليب كوغان (بالإنجليزية: Philip Cogan)‏ هو عازف بيانو وملحن أيرلندي، ولد في 1750، وتوفي في 3 فبراير 1833.